# 1761 au Canada
Pour un article plus général, voir Chronologie du Canada.
Cet article traite des événements qui se sont produits durant l'année 1761 au Canada.

## Événements
- Retour en France des derniers régiments français.

- 31 mars : propositions françaises de paix à la Grande-Bretagne[1].
- 6 juin : Samuel Holland à Sainte-Foy[2] et John Winthrop à Terre-Neuve observent le transit de Vénus.
- 25 juin : enterrement de la hache de guerre (en) entre les Britanniques et les tribus Micmacs ; cela met fin à une longue guerre en Nouvelle-Écosse[3].

- 4 juin : l'ambassadeur Stanley[4] arrive à Paris ; reprise des pourparlers de paix entre la France — représentée par l'ambassadeur Étienne-François de Choiseul — et la Grande-Bretagne[5].

- 28 septembre : une expédition britannique de 120 hommes, commandée par le major Henry Balfour, partie de Détroit le 9 septembre, arrive au fort Michilimakinac, un des derniers endroits occupés par les Français hors de la Louisiane en Nouvelle-France[6].

- 13 octobre : l'intendant François Bigot est incarcéré à la Bastille (fin le 15 décembre 1763)[7].
- 28 octobre : naufrage de L’Auguste, navire corsaire français au large de l’île du Cap-Breton alors qu’il transportait des exilés de la Nouvelle-France[8].

- 29 octobre : raid de Roderick MacKenzie contre des Acadiens. Début du périple de Gamaliel Smethurst de Nipisiguit au fort Beauséjour[9].

- 17 décembre : ouverture à Paris du procès de l'Affaire du Canada. Le dernier gouverneur Pierre de Rigaud de Vaudreuil et le dernier intendant François Bigot sont accusés de la mauvaise gestion avant la Conquête. Ils sont emprisonnés à la Bastille. Le jugement est rendu le 10 décembre 1763[10].

- Fondation de Truro, en Nouvelle-Écosse, par des Scots d'Ulster presbytériens[11].
- Des réfugiés acadiens vont s'établir à l'Île du Havre Aubert faisant partie des Îles de la Madeleine[12]..

## Naissances
- 1er août : Pierre-Louis Panet, politicien († 2 décembre 1812).

- date inconnue :
  - Nicholas Boilvin, coureur des bois, pionnier du Wisconsin

## Décès
- 10 janvier : Edward Boscawen, militaire britannique (° 19 août 1711).
- 25 janvier : Claude Barolet, notaire royal (° 1690).
- 1er février : Pierre-François-Xavier de Charlevoix, jésuite et historien (° 30 octobre 1682).
- 23 mars : Antoine Déat, prêtre sulpicien (° 26 avril 1696).
- 15 novembre : Louis-Joseph Gaultier de La Vérendrye, explorateur et négociant (° 9 novembre 1717).
- 15 novembre : Charles-René Dejordy de Villebon, dernier commandant français des forts de l'ouest (° 12 juin 1715).
- 24 décembre : Claude-Antoine de Bermen de La Martinière, officier militaire (° 12 juillet 1700).
- Louis, chevalier de La Corne, officier militaire reconnu qui prit part à la Guerre de Sept Ans (° 6 juin 1703).